# Okrągłe (powiat giżycki)
Okrągłe – wieś w Polsce położona w województwie warmińsko-mazurskim, w powiecie giżyckim, w gminie Wydminy.
W latach 1975–1998 miejscowość należała administracyjnie do województwa suwalskiego.
Leży nad Jeziorem Okrągłym.